# Dekanat iliański
Dekanat iliański – jeden z dwunastu dekanatów wchodzących w skład eparchii mołodeczańskiej Egzarchatu Białoruskiego Patriarchatu Moskiewskiego.

## Parafie w dekanacie
- Parafia św. Proroka Eliasza w Ilii
  - Cerkiew św. Proroka Eliasza w Ilii
  - Kaplica Świętych Apostołów Piotra i Pawła w Kozłach
- Parafia św. Mikołaja Cudotwórcy w Łatyholi
  - Cerkiew św. Mikołaja Cudotwórcy w Łatyholi
- Parafia św. Jerzego Zwycięzcy w Partyzanckim
  - Cerkiew św. Jerzego Zwycięzcy w Partyzanckim
  - Kaplica Narodzenia Najświętszej Maryi Panny w Szczaroczysze
  - Kaplica Świętych Piotra i Pawła w Zaborzu
- Parafia Zaśnięcia Najświętszej Maryi Panny w Poniatyczach
  - Cerkiew Zaśnięcia Najświętszej Maryi Panny w Poniatyczach
- Parafia Wprowadzenia Matki Bożej do Świątyni w Rajówce
  - Cerkiew Wprowadzenia Matki Bożej do Świątyni w Rajówce
- Parafia św. Mikołaja Cudotwórcy w Sudnikach
  - Cerkiew św. Mikołaja Cudotwórcy w Sudnikach
- Parafia Zaśnięcia Najświętszej Maryi Panny w Wiazyniu
  - Cerkiew Zaśnięcia Najświętszej Maryi Panny w Wiazyniu
- Parafia Przemienienia Pańskiego w Zabłociu
  - Cerkiew Przemienienia Pańskiego w Zabłociu
- Parafia św. Elżbiety w Zaciemieniu
  - Cerkiew św. Elżbiety w Zaciemieniu

## Galeria

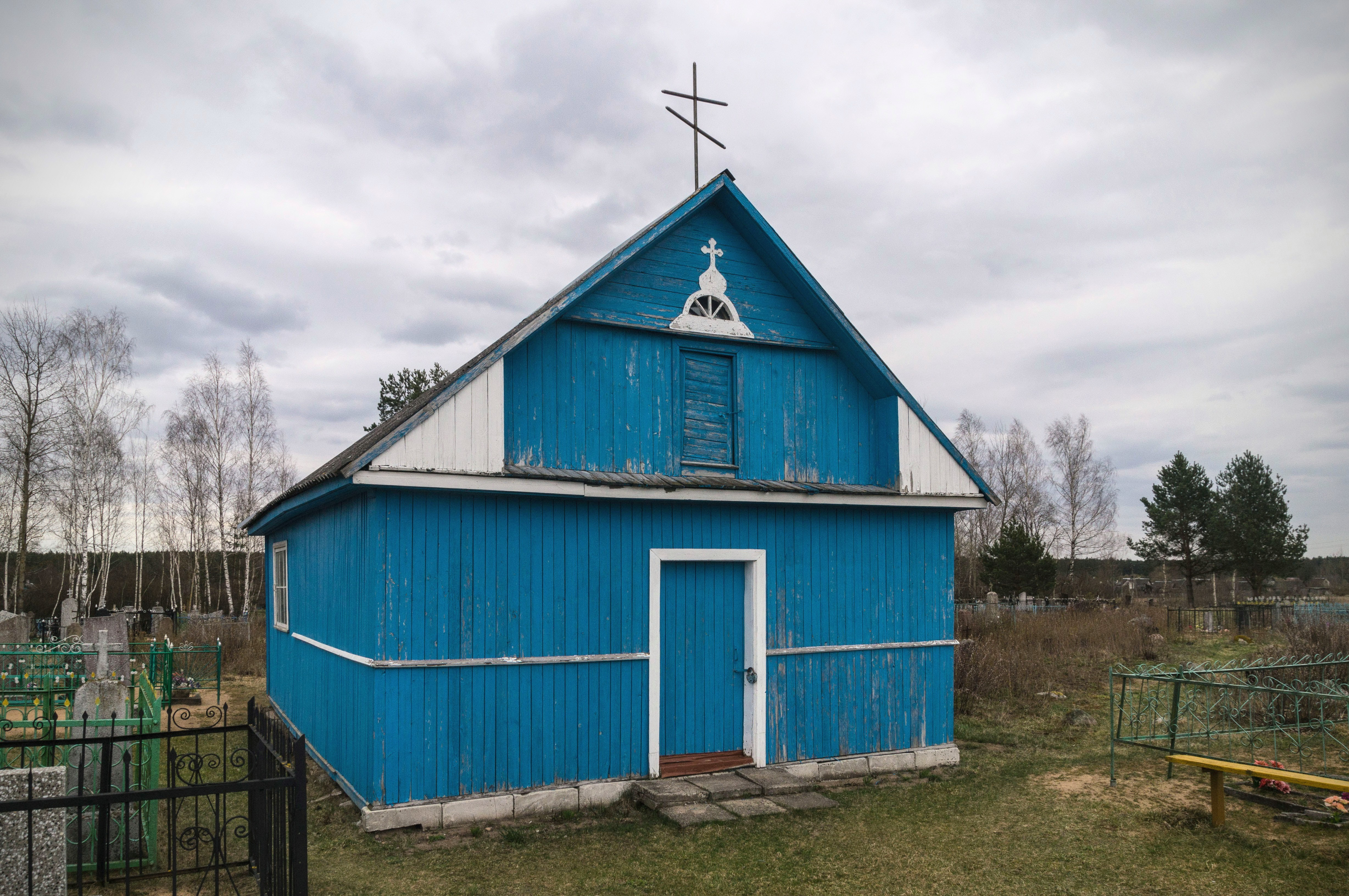
Kaplica Świętych Apostołów Piotra i Pawła w Kozłach
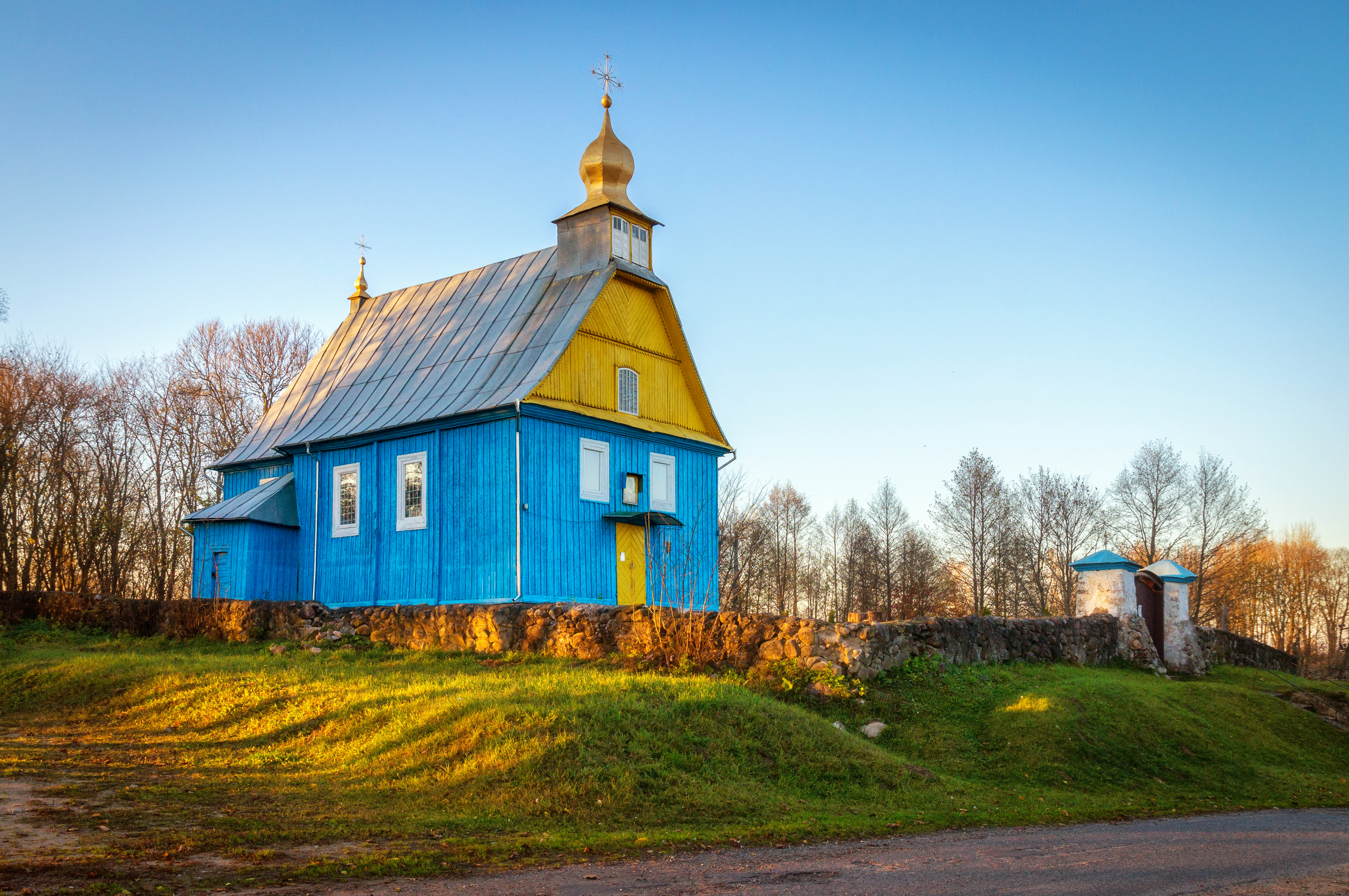
Cerkiew św. Mikołaja Cudotwórcy w Łatyholi
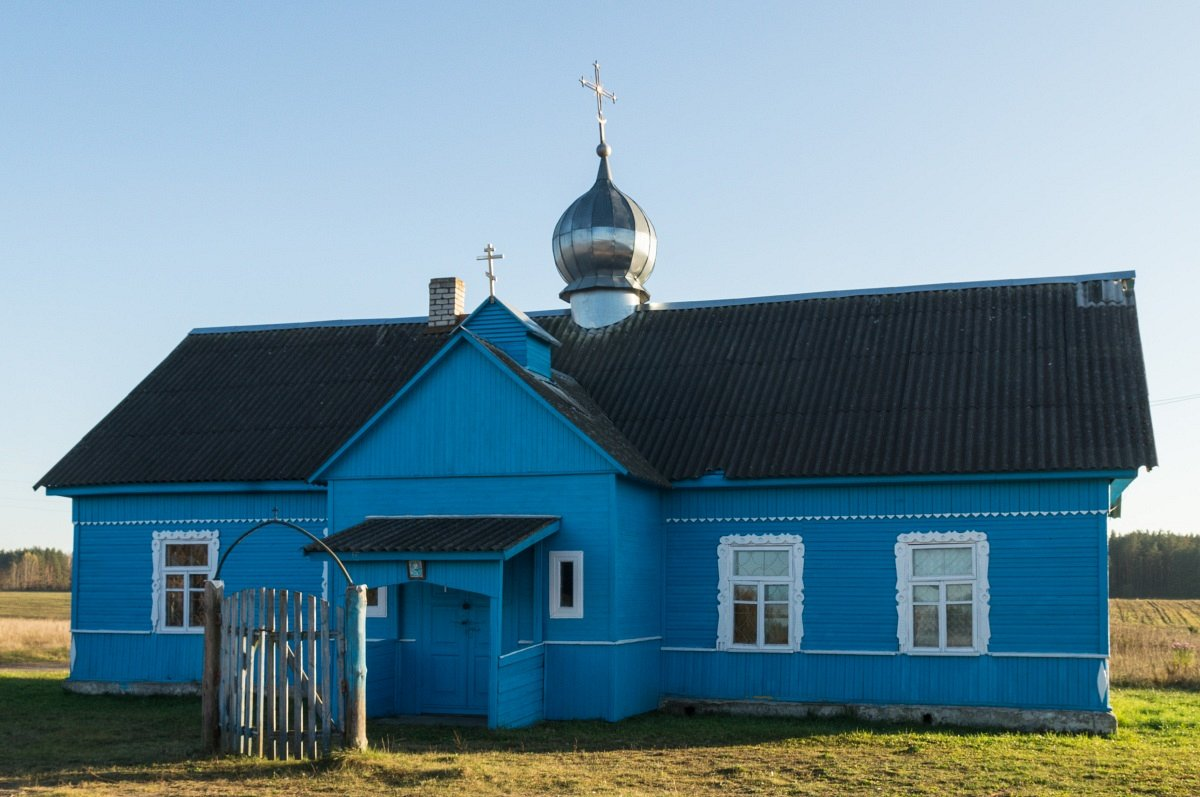
Cerkiew Zaśnięcia Najświętszej Maryi Panny w Poniatyczach
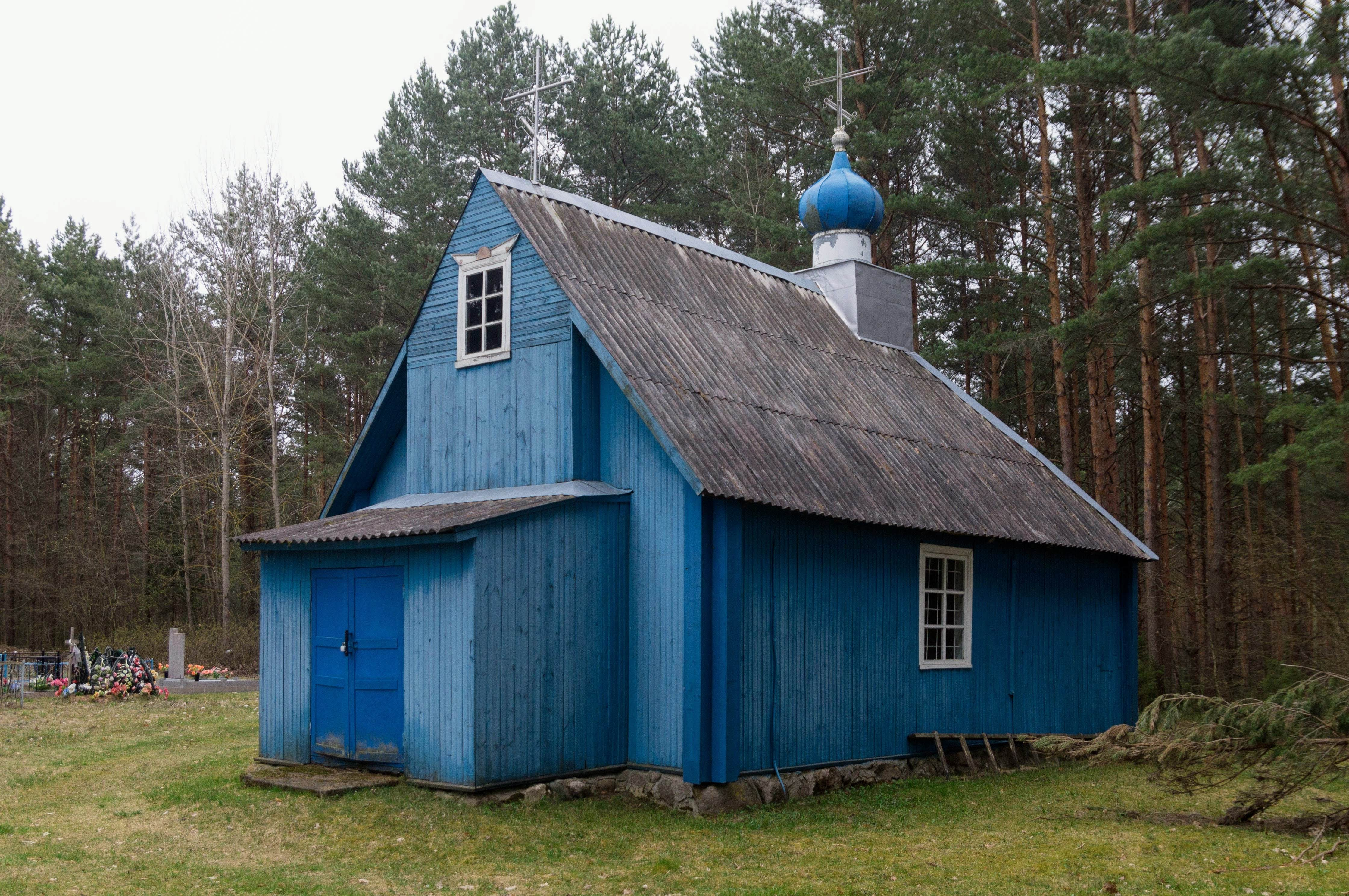
Cerkiew św. Mikołaja Cudotwórcy w Sudnikach
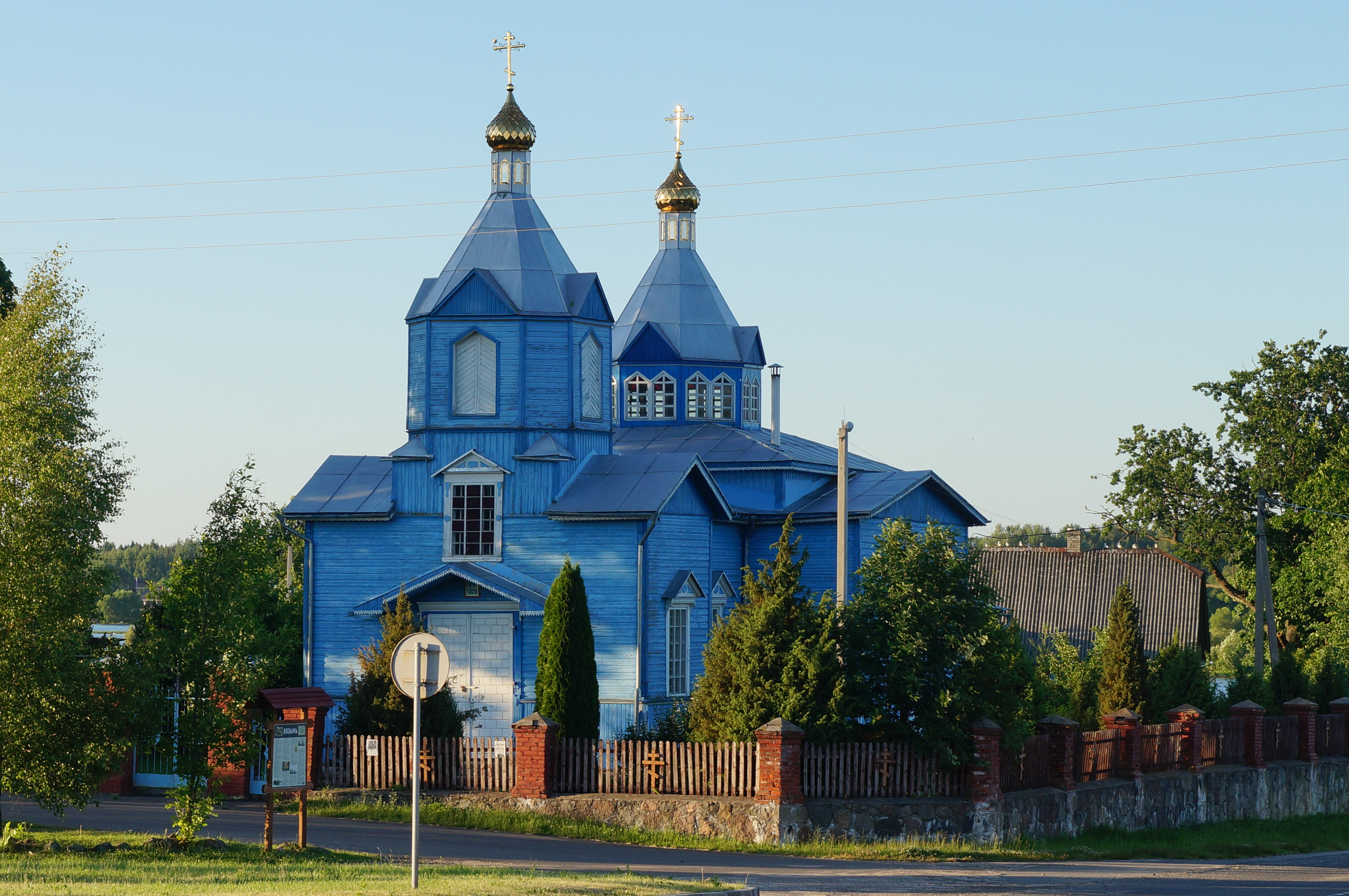
Cerkiew Zaśnięcia Najświętszej Maryi Panny w Wiazyniu
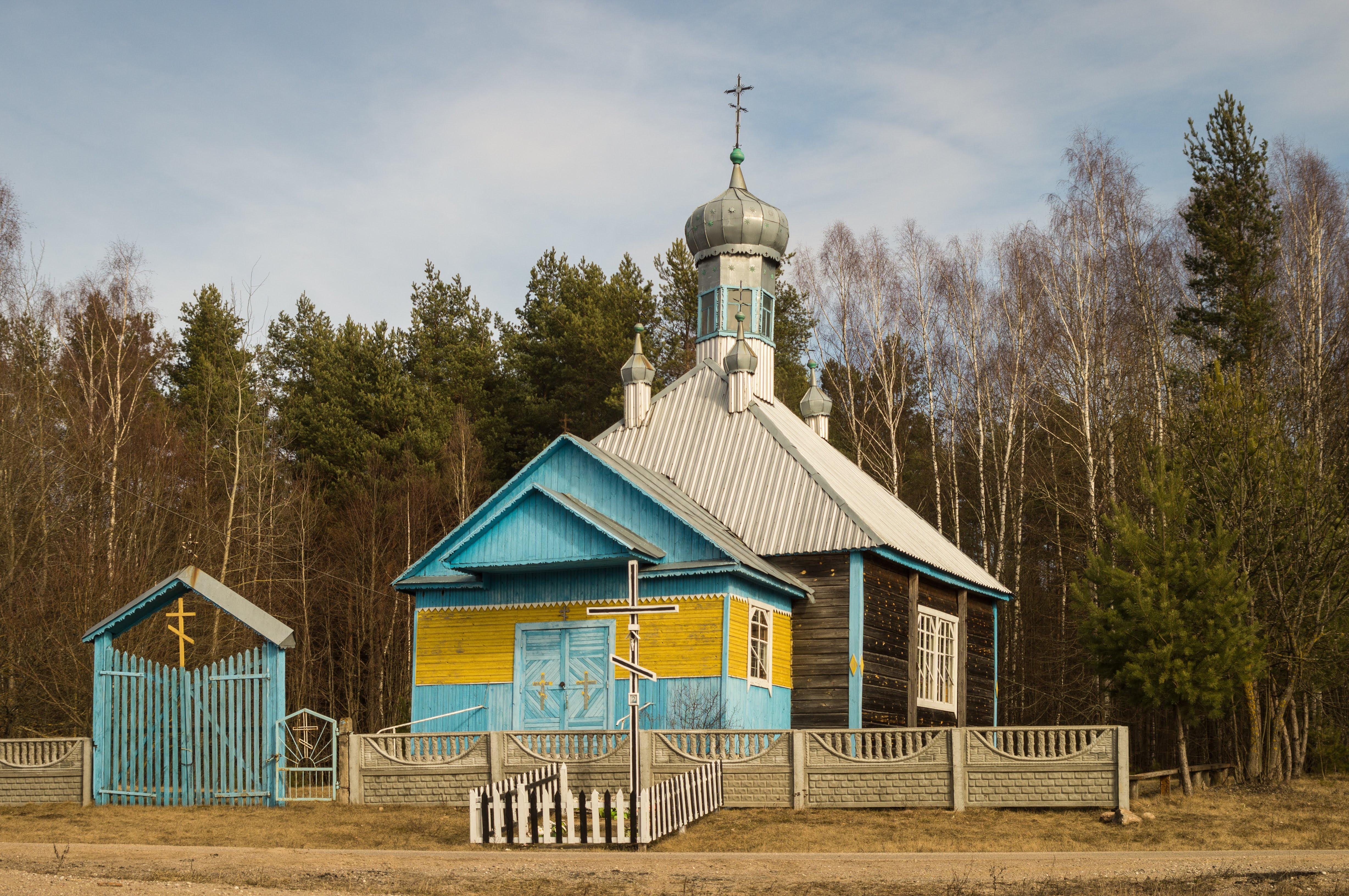
Cerkiew Przemienienia Pańskiego w Zabłociu
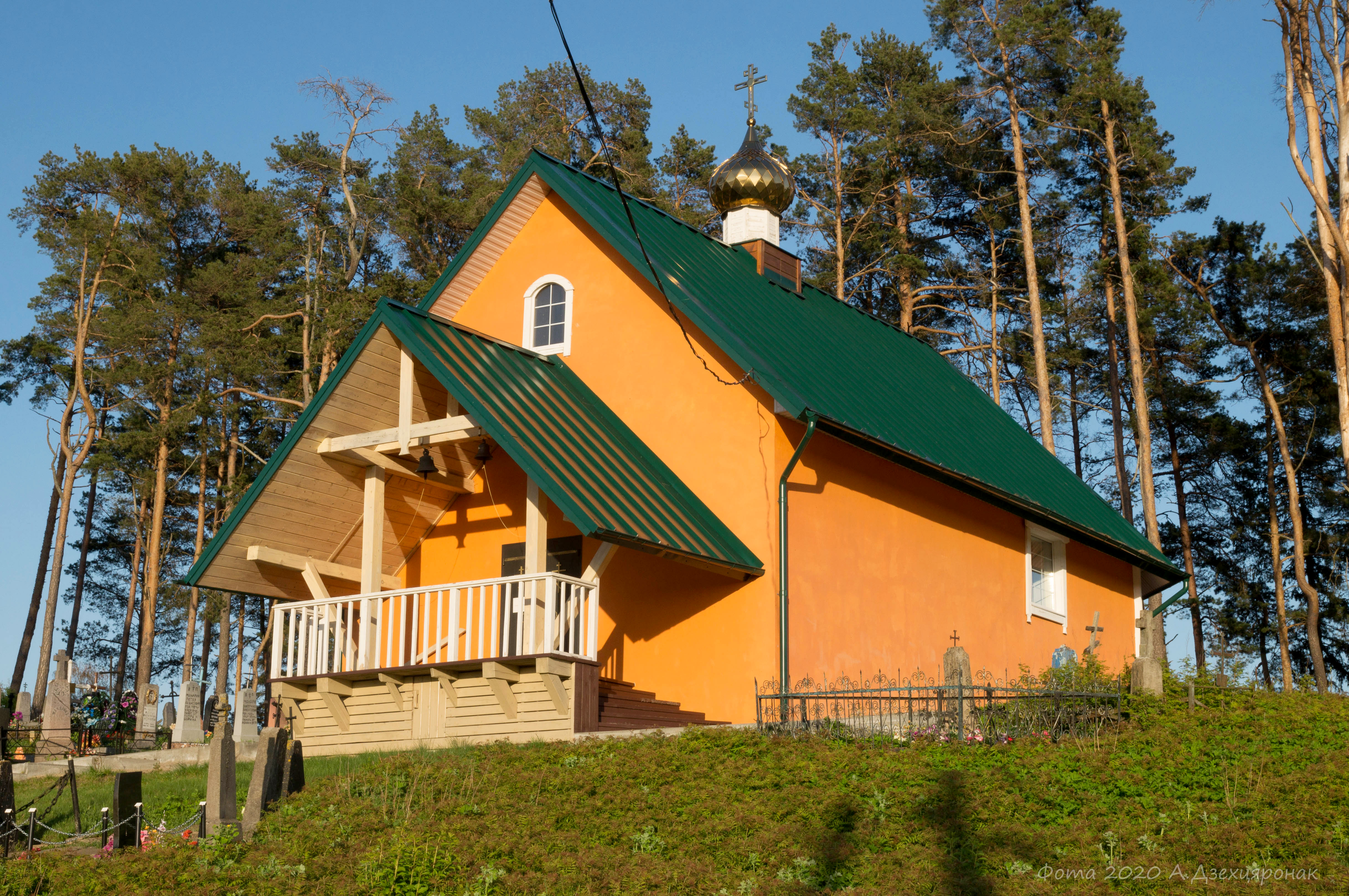
Cerkiew św. Elżbiety w Zaciemieniu